# Parafia św. Bartłomieja Apostoła w Morawicy
Parafia św. Bartłomieja Apostoła w Morawicy – parafia rzymskokatolicka, znajdująca się w archidiecezji krakowskiej, w dekanacie Czernichów. W parafii posługują księża diecezjalni. Proboszczem parafii jest ks. Artur Chrostek.